# Agustín Millares Sall
Agustín Millares Sall (Las Palmas de Gran Canaria, 30 de junio de 1917 - Las Palmas de Gran Canaria, 6 de marzo de 1989) fue un poeta canario próximo a las corrientes de la llamada poesía social o poesía realista. Junto a sus compañeros de Antología Cercada se le considera precursor de dichas tendencias literarias, surgidas tras la Segunda Guerra Mundial.

## Biografía
Agustín Millares Sall nació el 30 de junio de 1917 en Las Palmas de Gran Canaria en el seno de una familia muy comprometida con la cultura. Hijo del poeta Juan Millares Carló y hermano de los pintores Manolo Millares y Eduardo Millares, del poeta José María Millares Sall, del timplista Totoyo Millares y de la pintora indigenista Jane Millares Sall.
Estudió Bachillerato en el Instituto Pérez Galdós, donde será alumno del escritor de vanguardia Agustín Espinosa. Tras finalizar los estudios se dispone a viajar a Madrid para estudiar Filosofía y Letras, pero la guerra civil española se lo impidió. 
De formación prácticamente autodidacta, pronto se aproximó a las corrientes progresistas de la década de 1930. En 1929 publicó su primer poema, El barco muerto, en el periódico La Voz Obrera y años más tarde, en 1932, se afilia al Partido Comunista, lo que le traerá enormes problemas durante la guerra civil española. Marcha al frente, tras haber pasado por un campo de concentración y ser desterrado en Lanzarote (1938).
En 1941 ingresa como empleado en la Compañía Transmediterránea, empresa en la que ocupará diferentes cargos hasta su jubilación. Establece amistad con Juan Manuel Trujillo, quien le publicará su primer libro de poemas en la recién creada Colección para treinta bibliófilos. Colabora con Ventura Doreste en las tareas editoriales de la colección Cuadernos de Poesía y Crítica publicada por Juan Manuel Trujillo (1946).

## Actividad literaria: laAntología CercadayPlanas de Poesía
En 1947 fundó la colección El Arca con la colaboración de Juan Manuel Trujillo, Ventura Doreste y Pedro Lezcano. En ella, ese mismo año, apareció publicada como primer volumen la recopilación poética Antología cercada. Los poetas que en ella aparecen (el propio Agustín, su hermano José María, Pedro Lezcano, Ventura Doreste y Ángel Johan) se anticipan a la corriente llamada “poesía social”, que habrá de generalizarse en España algo más tarde. A comienzos de la década de 1950 la colección dejó de publicarse debido a la censura política. Sin embargo, el compromiso social y cultural de Agustín Millares le lleva, entre 1949 y 1951, a publicar una nueva colección: Planas de Poesía, en la que intervienen también otros de sus hermanos, como José María, también poeta, y Manolo, el pintor. Esta serie, hoy objeto de coleccionistas y bibliófilos, ayudará a difundir la poesía de compromiso en el ámbito hispánico. 
Años más tarde, entre 1964 y 1967 aparece con periodicidad trimestral la revista literaria Millares, vinculada a la familia Millares. Agustín formaba parte del Consejo de Redacción. 
En 1985 el Gobierno de Canarias le concedió el Premio Canarias de Literatura. Falleció en Las Palmas de Gran Canaria el 6 de marzo de 1989.
En febrero de 2014 el Gobierno de Canarias, en colaboración con diversas instituciones públicas y culturales, dedicó el Día de las Letras Canarias 2014 en su homenaje.
En 2017 se celebró el centenario de su nacimiento en la calle que lleva su nombre en Las Palmas de Gran Canaria, donde se leyeron varios de sus poemas y una grabación sonora del propio poeta recitando su poema canción de la calle, poema que realizó mientras estaba sentado en una calle junto con un obrero que participó en ella. La poesía fue convertida en canción por el grupo Los Sabandeños.

## Obra poética
Casi toda la obra de Agustín Millares ha estado marcada por el compromiso ético. En 1944 publicó su primer libro, Sueño a la deriva. Al año siguiente apareció Deshielo en la noche, al que siguieron La sangre que me hierve y El grito en el cielo (1946).
En 1949 vieron la luz La estrella y el corazón y De la ventana a la calle, al que siguieron en 1950 Ofensiva de Primavera, Poema de la creación y Cauce natural. Problemas políticos y económicos hicieron que el poeta guardase silencio durante unos años, hasta que en 1960 publicó Siete elegías a un tiempo. En 1964 aparecieron sus poemarios Nuevas escrituras y Habla viva, primer libro que el autor publicó fuera de las islas. 
Los libros siguientes redundaron nuevamente en el compromiso social: La hebra (1965) y Poesía unánime (1967), la primera de sus antologías. En 1979 apareció la segunda, El paraíso de los nudos (con numerosos poemas inéditos). En 1974 publicó su libro Segunda enseñanza y al año siguiente Función al aire libre. En 1977 apareció su obra Desde aquí, publicada en Madrid por Talleres de Ediciones J.B, dirigida por Manuel Padorno. En 1982 publicó Andén Verde. 
Otras obras suyas son: Tierra batida (1986), Más lejos que yo amargo (1987), y su última obra publicada en vida: Metamorfosis de la estrella (1988). El mismo año de su muerte (1989) apareció La palabra o la vida.